# Caleido
Caleido és un gratacel de 181 metres d'alçarià i 36 plantes en construcció a Madrid. És anomenat com Quinta Torre (Cinquena Torre), perquè és a proximitat dels altres quatre gratacels del Cuatro Torres Business Area (CTBA) al Passeig de la Castellana. El març de 2016 se sabé que l'Instituto de Empresa (IE) serà l'inquilí principal. La construcció va començar a l'abril de 2017 i serà acabat al final de 2020. Ocupa el lloc anterior del Centro Internacional de Convenciones de la Ciudad de Madrid. Serà el 5è edifici més més alt de Madrid i el 7è més alt d'Espanya.
Ha estat dissenyat per les empreses d'arquitectura Fenwick Iribarren i Serrano-Suñer Arquitectura i el contractista principal és OHL Desarrollos.